# Alfred Hirschmeier
Alfred Hirschmeier (* 19. März 1931 in Berlin-Pankow; † 27. März 1996 in Potsdam) war ein deutscher Szenen- und Bühnenbildner, der den Großteil seiner etwa 65 Filmszenografien für die DEFA entwarf, wo er bis heute als einer der wichtigsten Filmarchitekten gilt. Neben seiner Arbeit für den Film entwarf er auch etwa ein Dutzend Bühnenbilder für Theateraufführungen.

## Leben
Der Sohn des Schuhmachers Felix Hirschmeier und seiner Ehefrau Hedwig absolvierte nach der Mittleren Reife ein Maler-Volontariat im DEFA-Studio. Von 1948 bis 1953 studiert er als Bühnen- und Kostümbildner an der Meisterschule für das Kunsthandwerk in Berlin-Charlottenburg. Ab 1953 arbeitete er beim DEFA-Studio für Spielfilme als Szenenbildner, zunächst als Assistent, und wirkte dabei unter anderem an Kurt Maetzigs Thälmann-Filmen mit.
Junges Gemüse wurde 1956 sein erstes eigenständiges Werk. Hirschmeier wurde in der Folge zum angesehensten Szenenbildner des DDR-Kinos. Besonders auf historische Szenerien bereitete er sich mit sorgfältigen Studien vor, deren Ergebnis detailreiche Zeichnungen widerspiegelten. Er wirkte auch an einigen bundesdeutschen Produktionen wie Die Grünstein-Variante mit.
Von 1977 bis 1982 war Hirschmeier Präsidiums-Mitglied des Verbandes der Film- und Fernsehschaffenden der DDR. Er gehörte bis 1990 dem Verband Bildender Künstler der DDR an und war von 1977 bis 1988 auf der VIII. bis X. Kunstausstellung der DDR in Dresden vertreten. Von 1990 bis zu seinem Tod war er Professor an der Hochschule für Film und Fernsehen Potsdam, wo er den Studiengang Szenografie erfolgreich ins Leben rufen konnte.
Die Akademie der Künste (Berlin) vergibt jährlich das von dem Berliner Bühnenbildner und Filmarchitekten Jan Schlubach gestiftete Alfred-Hirschmeier-Stipendium an begabte junge Filmszenografen. Akademiemitglieder der Sektion Film- und Medienkunst treffen hierbei die Auswahl.

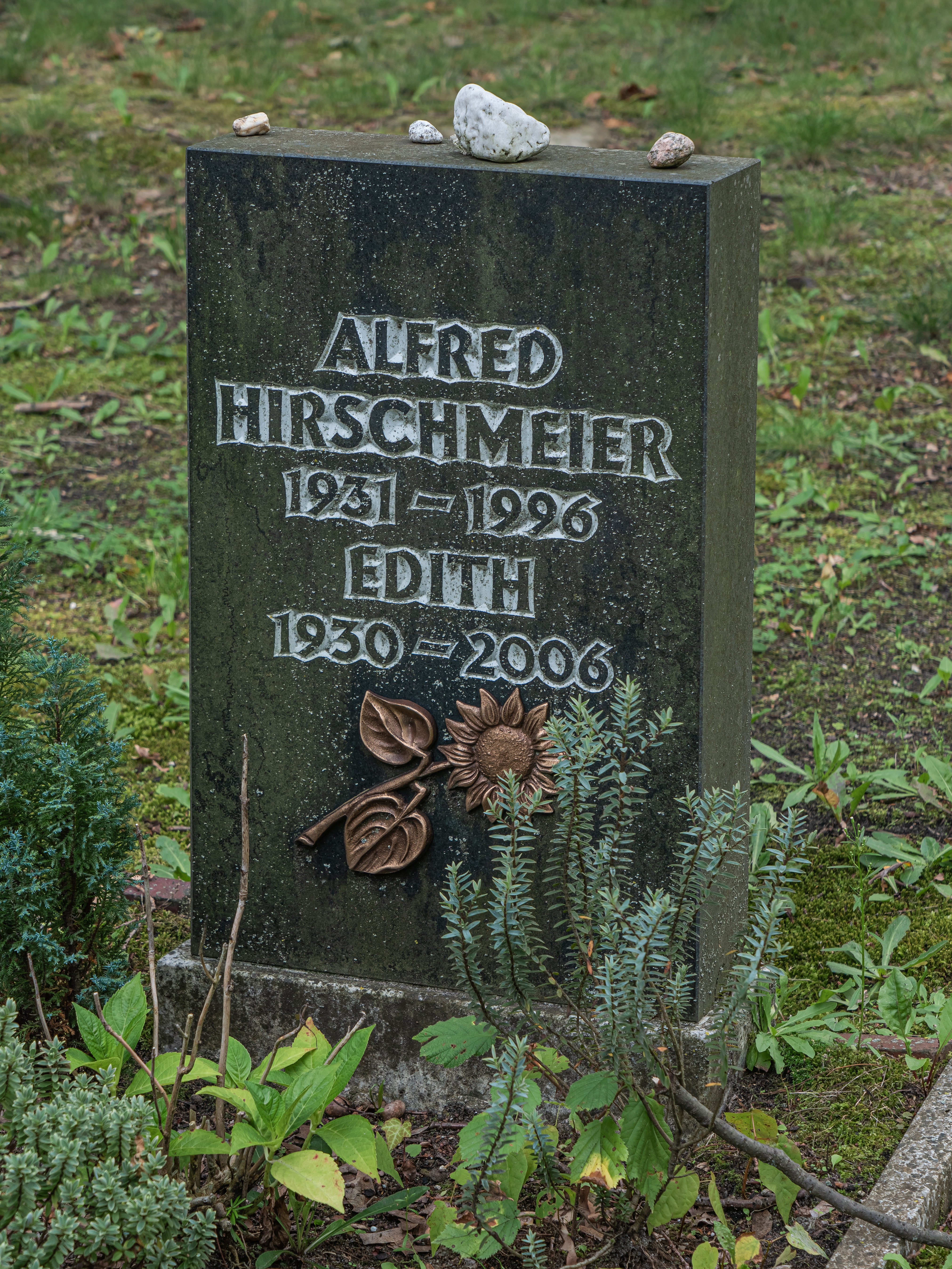
Grabstein Hirschmeiers auf dem Friedhof Goethestraße in Potsdam

Sein schriftlicher Nachlass befindet sich im Archiv der Akademie der Künste in Berlin.

## Weitere Ehrungen (Auswahl)
- 1971: Nationalpreis der DDR I. Klasse (im Kollektiv des Films Goya)
- 1980: Preis für Szenenbild beim Spielfilmfestival der DDR

## Filmografie

### Kinofilme
- 1954: Ernst Thälmann – Sohn seiner Klasse
- 1954: Alarm im Zirkus
- 1955: Ernst Thälmann – Führer seiner Klasse
- 1956: Schlösser und Katen. 1. Teil: Der krumme Anton
- 1956: Schlösser und Katen. 2. Teil: Annegrets Heimkehr
- 1956: Junges Gemüse
- 1957: Die Schönste
- 1957: Vergeßt mir meine Traudel nicht
- 1957: Zwei Mütter
- 1959: SAS 181 antwortet nicht
- 1959: Im Sonderauftrag
- 1960: Der schweigende Stern
- 1960: Ärzte
- 1960: Septemberliebe
- 1960: Fünf Patronenhülsen
- 1960: Das Stacheltier – Die Ballade vom freien Friederich (Kurzfilm)
- 1961: Der Tod hat ein Gesicht
- 1961: Das Film-Magazin Nr. 1 – Die Vogelscheuche
- 1962: Ach, du fröhliche …
- 1962: An französischen Kaminen
- 1962: Königskinder
- 1963: Nackt unter Wölfen
- 1963: Preludio 11
- 1964: Karbid und Sauerampfer
- 1964: Der geteilte Himmel
- 1965: Wenn du groß bist, lieber Adam
- 1965: Das Stacheltier – Salon Pitzelberger (Kurzfilm, auch Drehbuch)
- 1965: … nichts als Sünde (auch Drehbuch)
- 1967: Geschichten jener Nacht. Episode 3 „Materna“
- 1967: Hochzeitsnacht im Regen
- 1968: Mit mir nicht, Madam!
- 1968: Ich war neunzehn
- 1968: Mord am Montag
- 1971: Goya
- 1973: Der nackte Mann auf dem Sportplatz
- 1973: Orpheus in der Unterwelt
- 1974: Greta Heckenrose
- 1974: Jakob der Lügner
- 1976: Mama, ich lebe
- 1978: Addio, piccola mia
- 1979: Don Juan – Karl-Liebknecht-Str. 78
- 1980: Unser kurzes Leben
- 1980: Solo Sunny
- 1982: Der Aufenthalt
- 1983: Bockshorn
- 1983: Frühlingssinfonie
- 1984: Die Grünstein-Variante
- 1984: Gritta von Rattenzuhausbeiuns
- 1985: Das Haus am Fluß
- 1985: Tier-& Jagdgeschichten vier (Dokumentarfilm)
- 1986: Caspar David Friedrich – Grenzen der Zeit
- 1987: Einer trage des anderen Last …
- 1987: Wengler & Söhne. Eine Legende
- 1988: Willkommen in der Kantine (Kurzfilm)
- 1989: Die Besteigung des Chimborazo
- 1991: Der Tangospieler
- 1991: Das Licht der Liebe
- 1991: Bis ans Ende der Welt
- 1991: Der Verdacht

### Fernsehfilme- und Serien
- 1966: English for you (Schulfernsehen)
- 1966/1972: Der kleine Prinz (TV)
- 1967: Rosen
- 1971: Zwischen Freitag und morgen
- 1973: Die sieben Affären der Doña Juanita
- 1975: Die schwarze Mühle
- 1976: Die Regentrude
- 1976: Der Hasenhüter
- 1977: Die zertanzten Schuhe
- 1992: Das große Fest
- 1995: Nikolaikirche
- 1995: Wenn alle Deutschen schlafen

## Auszeichnungen
- 1961: Heinrich-Greif-Preis I. Klasse im Kollektiv für Fünf Patronenhülsen
- 1963: Nationalpreis der DDR I. Klasse im Kollektiv für Nackt unter Wölfen
- 1969: Heinrich-Greif-Preis I. Klasse im Kollektiv für Ich war 19
- 1971: Nationalpreis I. Klasse im Kollektiv für Goya
- 1978: Nationalpreis II. Klasse
- 1980: Nationales Spielfilmfestival der DDR in Karl-Marx-Stadt: Preis für das Beste Szenenbild für Addio, piccola mia und Solo Sunny
- 1981: Internationale Filmfestspiele Moskau: Preis für das Beste Szenenbild des sowjetischen Verbandes Bildender Künstler für Unser kurzes Leben
- 1984: Nationales Spielfilmfestival der DDR in Karl-Marx-Stadt: Preis für das Beste Szenenbild für Der Aufenthalt
- 1988: Nationales Spielfilmfestival der DDR in Karl-Marx-Stadt: Preis für das Beste Szenenbild für Wengler & Söhne
- 1996: Filmband in Gold: für hervorragende Verdienste um den deutschen Film